# اسلیوویک
اسلیوویک (به هلندی: Sleeuwijk) یک منطقهٔ مسکونی در هلند است که در ورکن‌دام واقع شده‌است. اسلیوویک ۵٬۴۰۰ نفر جمعیت دارد.